# Castello di Gagliano Aterno
Das Castello di Gagliano Aterno ist eine Höhenburg, die im Valle Subequana in der  italienischen Gemeinde Gagliano Aterno in der Provinz L’Aquila auf 653 Meter Meereshöhe in den Abruzzen liegt.

## Geschichte

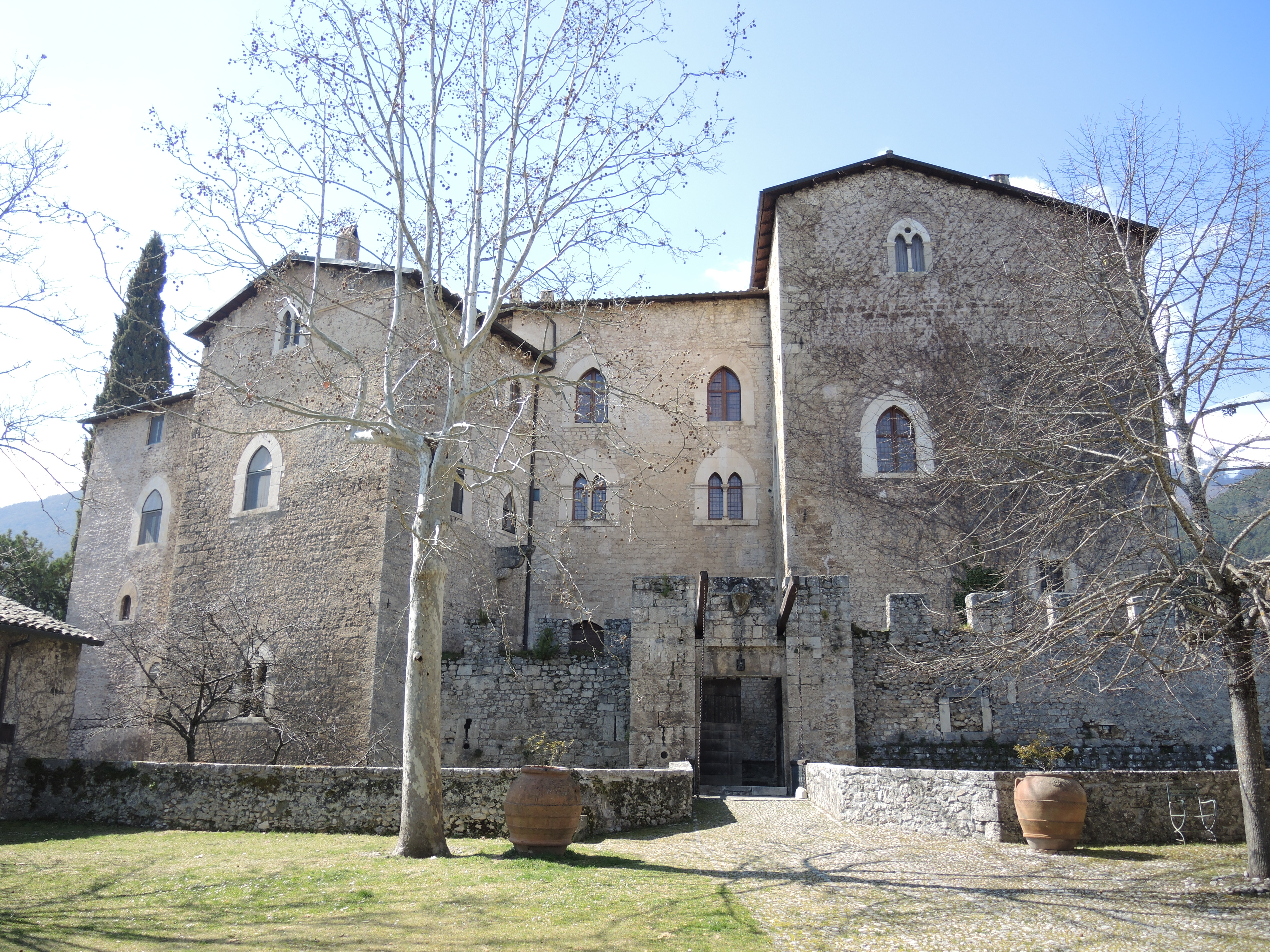
Zugang zur Burg über die Zugbrücke

Die Gründer von Gagliano Aterno waren dieselben wie die von L’Aquila, die Grafen von Celano, die auch den Bau der Burg im 12. und 13. Jahrhundert begannen. 1328 ließ Isabella d’Aquino, Gräfin von Celano, ein Nachkomme derer von Aquila in mütterlicher Linie, die Burg erweitern.
1462 wurde das Castello di Gagliano Aterno von den Truppen des Braccio da Montone zerstört und fiel 1463 an die Familie Piccolomini, die sie durch die Hinzufügung von zwei Verteidigungsmauerringen an ihre Bedürfnisse anpassten. Später fiel sie an Barberinis und Colonna di Sciarras, die sie bis 1806 behielten, dann fiel sie an die Lazzaronis.

## Beschreibung
Die Burg ist von einer doppelten Wehrmauer umgeben: Die innere Wehrmauer ist über eine Zugbrücke über einen heute noch erhaltenen Burggraben erreichbar. An den Ecken der Burg befinden sich drei zylindrische Befestigungstürme und ein mehreckiger.
Mit Ausnahme der zinnenbewehrten Mauern stellt sich die Burg als Residenzpalast dar, der aus mehreren Baukörpern besteht, die um einen Innenhof mit Brunnen angeordnet und von einer Vorhalle und einer kleinen Loggia im ersten Obergeschoss umgeben sind, die man über eine Freitreppe erreichen kann.
Mit dem Umbau der Burg in ein aristokratisches Wohngebäude wurden die Fenster vergrößert und die Loggia in zwei Bauabschnitten auf der Seite zum Dorf hin angebaut. Sie hat Spitzbögen zum Innenhof und Rundbögen im ersten Obergeschoss.
Die Burg ist heute ein privates Wohnhaus, aber einige Teile des Erdgeschosses können besichtigt werden.